# Grallaria cochabambae
El tororoí boliviano (Grallaria cochabambae) es una especie –o la subespecie Grallaria rufula cochabambae, dependiendo de la clasificación considerada– de ave paseriforme de la familia Grallariidae, perteneciente al numeroso género Grallaria. Es endémico de los Andes de Bolivia. Es tratado como una subespecie de Grallaria rufula hasta la propuesta de su separación en el año 2020.

## Distribución y hábitat
Se distribuye en los Andes del centro de Bolivia, en el oriente del departamento de La Paz, y en el departamento de Cochabamba; en altitudes entre 2950 y 3500 m.

## Sistemática

### Descripción original
La especie G. cochabambae fue descrita por primera vez por los ornitólogos estadounidense James Bond y suizo - estadounidense Rodolphe Meyer de Schauensee en 1940 bajo el nombre científico de subespecie Grallaria rufula cochabambae; la localidad tipo es: «Incachaca, elevación: 10 000 pies (c. 3050 m), Cochabamba, Bolivia». El holotipo ANSP 140348, un macho adulto, fue colectado el 10 de junio de 1937, y se encuentra depositado en la Academia de Ciencias Naturales de la Universidad Drexel.

### Etimología
El nombre genérico femenino «Grallaria» deriva del latín moderno «grallarius»: que camina sobre zancos; zancudo; y el nombre de la especie «cochabambae» se refiere al departamento de la localidade tipo: Cochabamba, Bolivia.

### Taxonomía
Los trabajos de Isler et al. (2020) estudiaron las diversas poblaciones del complejo Grallaria rufula, que se distribuye por las selvas húmedas montanas andinas desde el norte de Colombia y adyacente Venezuela hasta el centro de Bolivia. Sus plumajes son generalmente uniformes variando del leonado al canela, y cambian sutilmente en la tonalidad y la saturación a lo largo de su distribución. En contraste, se encontraron diferencias substanciales en las vocalizaciones entre poblaciones geográficamente aisladas o parapátricas. Utilizando una amplia filogenia molecular, y con base en las diferencias diagnósticas en la vocalización, y en el plumaje donde pertinente, los autores identificaron dieciséis poblaciones diferentes al nivel de especies, siendo tres ya existentes (G. rufula, G. blakei y G. rufocinerea), siete previamente designadas como subespecies (una de ellas, la presente especie) y, notablemente, seis nuevas especies.